# Una ragazza e quattro mitra
Una ragazza e quattro mitra (Une fille et des fusils) è un film del 1964 diretto da Claude Lelouch.